# Черноспинная овсянка
Черноспинная овсянка (лат. Urothraupis stolzmanni) — вид птиц из монотипического рода Urothraupis семейства танагровых. Обитают в Андах, на высотах выше 3000 м над уровнем моря, на территории Колумбии и в Эквадоре. Естественной средой обитания этих птиц являются влажные горные леса, также живут в кустарниках. Миграций не совершают.
Видовой эпитет присвоен в честь польского зоолога Яна Станислава Штольцмана (1854—1928), который в 1875—1881 и 1882—1884 годах изучал фауну тропиков Южной Америки.
МСОП присвоил виду охранный статус LC.